# 横浜泉郵便局
横浜泉郵便局（よこはまいずみゆうびんきょく）は神奈川県横浜市泉区にある郵便局。民営化前の分類では集配普通郵便局であった。

## 概要
住所：〒245-8799 神奈川県横浜市泉区和泉中央北1-41-1

### 併設施設
- ゆうちょ銀行横浜泉店（さいたま支店横浜泉出張所）：取扱店番号026610

## 沿革
- 1977年（昭和52年）9月26日 - 戸塚西郵便局として、戸塚区和泉町小谷山に開局[2]。
- 1986年（昭和61年）11月3日 - 戸塚区の分区により、当局の所在地が泉区となる。
- 1987年（昭和62年）4月1日 - 横浜泉郵便局に改称[3]。
- 1999年（平成11年） - 外国通貨の両替および旅行小切手の売買に関する業務取扱を開始。
- 2007年（平成19年）10月1日 - 民営化に伴い、併設された郵便事業横浜泉支店、ゆうちょ銀行横浜泉店に一部業務を移管。
- 2012年（平成24年）10月1日 - 日本郵便株式会社発足に伴い、郵便事業横浜泉支店を横浜泉郵便局に統合。

## 取扱内容

### 横浜泉郵便局
- 郵便、印紙、ゆうパック、内容証明
- 生命保険、バイク自賠責保険、自動車保険、がん保険、引受条件緩和型医療保険
- 地方公共団体事務（横浜市バス・電車利用券等の交付）
- 横浜市泉区内全域と戸塚区内の西部（鳥が丘と矢部町を除く）地域（〒245-xxxx）の集配業務
- 横浜市泉区、戸塚区内全域および栄区内の西部地区郵便ポストからの取集業務
なお、戸塚区内のコンビニポストおよび戸塚郵便局前ポストの取集は戸塚郵便局が行っている。
- ゆうゆう窓口

### ゆうちょ銀行横浜泉店
- 貯金、貸付、為替、振替、振込、国際送金、外貨両替、トラベラーズチェック、国債、投資信託、変額年金保険
- ATM

## 周辺
- 横浜市泉区役所
- 泉警察署

## アクセス
- 横浜市営地下鉄ブルーライン 立場駅から徒歩約12分
- 相鉄いずみ野線 弥生台駅から徒歩約16分
- 神奈中バス 横浜泉郵便局前停留所下車
- 駐車場あり：17台